# Département Vendée
Das Département de la Vendée [vɑ̃ˈde] ist das französische Département mit der Ordnungsnummer 85. Es liegt im Westen des Landes in der Region Pays de la Loire und ist nach dem Fluss Vendée benannt.

## Geographie
Das Département Vendée grenzt an die Départements Loire-Atlantique, Maine-et-Loire, Deux-Sèvres und Charente-Maritime sowie an den Atlantischen Ozean.

## Wappen
Beschreibung: In Silber das rote Zeichen des Aufstandes der Vendée
umgeben vom 12-mal Blau und Rot gestückten Bord mit der goldenen Lilie und einem goldenen Schloss wechselnd.

## Geschichte
Das Département wurde am 4. März 1790 aus einem Teil der Provinz Poitou gebildet und entspricht weitgehend dem Bas-Poitou (d. h. Nieder-Poitou).
Die Vendée war im März 1793 Ausgangspunkt eines Aufstandes gegen die Französische Revolution. Unter dem Zeichen von Herz und Kreuz kämpfte die Landbevölkerung gegen die Zwangsrekrutierungen des Pariser Revolutionsparlamentes. Die kirchen- und königstreuen Bauern im Westen Frankreichs, in der Bretagne und in der Vendée, dem Gebiet südlich der Loiremündung, hatten schon in der Auseinandersetzung um die Zivilverfassung des Klerus meist Partei für die eidverweigernden Priester ergriffen. Die in ihren Augen ungeheuerliche Hinrichtung des Königs am 21. Januar 1793 verstärkte die Ablehnung gegenüber der Revolution. Zum bewaffneten Aufstand kam es, als der Konvent aufgrund der prekären Kriegslage gegen die absolutistischen Fürsten Europas eine Massenaushebung von Rekruten verfügte. Diese Maßnahme traf die Bauern angesichts der Ernte- und Feldarbeiten besonders hart. Gegen diese Aushebungen bildete sich eine zunächst siegreiche „Katholische und Königliche Armee“ unter der Führung von jungen Adeligen. Erst als die kampferprobten Truppen aus dem Osten Frankreichs in die Kämpfe eingriffen, konnte die katholisch-königliche Armee besiegt werden. Die Regierungstruppen führten noch nach diesem Sieg einen brutalen Rachefeldzug durch. Sie brannten ganze Dörfer nieder und ermordeten deren Bewohner.
Seit 1960 gehört das Département der Region Pays de la Loire an.
Seit 1989 liegen Start und Ziel der Vendée Globe vor Les Sables-d’Olonne.

## Städte
Die bevölkerungsreichsten Gemeinden der Vendée sind:
| Stadt                 | Einwohner (2022) | Arrondissement      |
| --------------------- | ---------------- | ------------------- |
| La Roche-sur-Yon      | 54.699           | La Roche-sur-Yon    |
| Les Sables-d’Olonne   | 48.740           | Les Sables-d’Olonne |
| Challans              | 22.890           | Les Sables-d’Olonne |
| Montaigu-Vendée       | 20.754           | La Roche-sur-Yon    |
| Les Herbiers          | 16.589           | La Roche-sur-Yon    |
| Fontenay-le-Comte     | 13.806           | Fontenay-le-Comte   |
| Saint-Hilaire-de-Riez | 12.923           | Les Sables-d’Olonne |
| Aizenay               | 10.218           | La Roche-sur-Yon    |
| Luçon                 | 9.450            | Fontenay-le-Comte   |
| Essarts en Bocage     | 6.835            | La Roche-sur-Yon    |

## Verwaltungsgliederung
Das Département Vendée gliedert sich in 3 Arrondissements und 253 Gemeinden:
| Arrondissement      | Kantone | Gemeinden | Einwohner 1. Januar 2022 | Fläche km² | Dichte Einw./km² | Code INSEE |
| ------------------- | ------- | --------- | ------------------------ | ---------- | ---------------- | ---------- |
| Fontenay-le-Comte   | 6       | 104       | 140.477                  | 2.307,03   | 61               | 851        |
| La Roche-sur-Yon    | 9       | 78        | 306.623                  | 2.489,14   | 123              | 852        |
| Les Sables-d’Olonne | 7       | 71        | 259.243                  | 1.923,42   | 135              | 853        |
| Département Vendée  | 17      | 253       | 706.343                  | 6.719,59   | 105              | 85         |

Siehe auch:

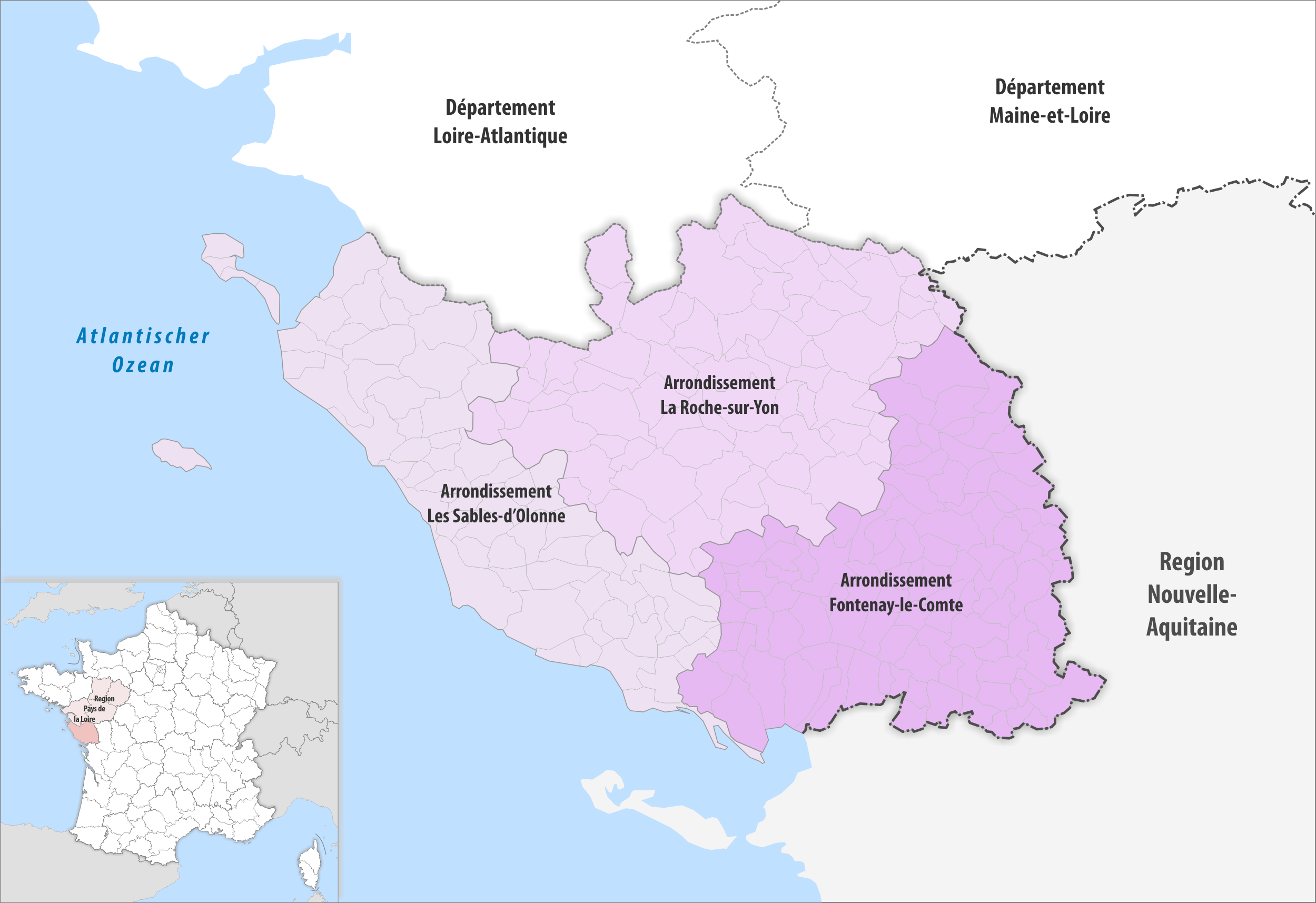
Gemeinden und Arrondissemente im Département Vendée

- Liste der Gemeinden im Département Vendée
- Liste der Kantone im Département Vendée
- Liste der Gemeindeverbände im Département Vendée

## Wirtschaft
Wichtigster Wirtschaftszweig ist der Tourismus, vor allem an der 200 km langen Atlantikküste.

## Klima
Messstation: Saint-Sauveur (Île d’Yeu) – 20 Kilometer von Festland entfernt, aber dennoch aussagekräftig.
|                       | Jan | Feb | Mär | Apr | Mai | Jun | Jul | Aug | Sep | Okt | Nov | Dez |   |      |
| Mittl. Tagesmax. (°C) | 9   | 9   | 11  | 14  | 17  | 20  | 22  | 22  | 20  | 17  | 13  | 10  | ⌀ | 15,4 |
| Mittl. Tagesmin. (°C) | 4   | 5   | 6   | 7   | 10  | 13  | 15  | 15  | 14  | 11  | 8   | 6   | ⌀ | 9,5  |
|                       |     |     |     |     |     |     |     |     |     |     |     |     |   |      |
| Niederschlag (mm)     | 78  | 70  | 60  | 45  | 48  | 37  | 40  | 50  | 60  | 70  | 90  | 85  | Σ | 733  |
|                       |     |     |     |     |     |     |     |     |     |     |     |     |   |      |
| Regentage (d)         | 13  | 11  | 10  | 8   | 9   | 7   | 6   | 7   | 9   | 9   | 13  | 13  | Σ | 115  |
|                       |     |     |     |     |     |     |     |     |     |     |     |     |   |      |
| Wassertemperatur (°C) | 10  | 9   | 10  | 12  | 14  | 16  | 18  | 19  | 18  | 17  | 14  | 12  | ⌀ | 14,1 |

| 4 |

| 5 |

| 6 |

| 7 |

| 10 |

| 13 |

| 15 |

| 15 |

| 14 |

| 11 |

| 8 |

| 6 |

| 4 |

| 5 |

| 6 |

| 7 |

| 10 |

| 13 |

| 15 |

| 15 |

| 14 |

| 11 |

| 8 |

| 6 |

| N i e d e r s c h l a g | 78  | 70  | 60  | 45  | 48  | 37  | 40  | 50  | 60  | 70  | 90  | 85  |
|                         | Jan | Feb | Mär | Apr | Mai | Jun | Jul | Aug | Sep | Okt | Nov | Dez |

| maritime Klimadaten              | J   | F  | M   | A | M | J | J | A | S | O   | N  | D  |
| -------------------------------- | --- | -- | --- | - | - | - | - | - | - | --- | -- | -- |
| Anzahl sehr sonnige Tage         | 2,5 | 3  | 4,5 | 6 | 5 | 6 | 8 | 5 | 5 | 3,5 | 2  | 2  |
| Anzahl Tage mit bedecktem Himmel | 16  | 12 | 12  | 9 | 9 | 7 | 7 | 6 | 9 | 12  | 14 | 15 |

Tage pro Jahr (Stand 1991) mit
- Regenfällen über 1 mm: 115
- Frost: 12
  - Erster Frost: Mitte Dezember
  - Letzter Frost: Ende Februar
- Schnee: 2
- Gewitter: 6
- Hagel: 3